# نيكلاس دانيلسون
نيكلاس دانيلسون (بالسويدية: Nicklas Danielsson)‏ هو لاعب هوكي الجليد سويدي، ولد في 7 ديسمبر 1984 في أوبسالا في السويد.

## وصلات خارجية
- نيكلاس دانيلسون على موقع دوري الهوكي الوطني (الإنجليزية)
- نيكلاس دانيلسون على موقع دوري الهوكي للقارات (الإنجليزية)
- نيكلاس دانيلسون على موقع EliteProspects.com (الإنجليزية)
- نيكلاس دانيلسون على موقع Eurohockey.com (الإنجليزية)
- نيكلاس دانيلسون على موقع HockeyDB.com (الإنجليزية)